# Trizidela do Vale
Trizidela do Vale är en kommun i Brasilien.   Den ligger i delstaten Maranhão, i den nordöstra delen av landet, 1 300 km norr om huvudstaden Brasília. Antalet invånare är 18 951.
Omgivningarna runt Trizidela do Vale är huvudsakligen savann. Runt Trizidela do Vale är det ganska tätbefolkat, med 139 invånare per kvadratkilometer.